# Деревна гадюка колюча
Чагарникова гадюка колюча (Atheris hispida) — отруйна змія з роду Деревна гадюка родини Гадюкові.

## Опис
Загальна довжина коливається від 60 до 73 см. Голова широка, тулуб стрункий з сильно витягнутою лускою. Має яскраво виражену кілеватість, кінчики луски мовби закручуються догори, надаючи змії скуйовджений вигляд й виправдовуючи її назву. Колір коливається від палевого до темно-зеленого, але може бути і жовтуватим. Уздовж спини іноді спостерігається безліч тьмяних, слабкопомітних поперечних смуг. Закручені лусочки, особливо на шиї, допомагають безпомилково визначити цей вид.

## Спосіб життя
Полюбляє тропічні ліси, тримається виключно на деревах. Активна вночі. Харчується жабами, ящірками та дрібними ссавцями.
Отрута досить потужна й небезпечна для людини.
Це живородна змія. Самиці народжують до 12 дитинчат довжиною 15 см.

## Розповсюдження
Мешкає у Танзанії, Кенії, Уганді, Демократичній Республіці Конго.